# Lilla Melodifestivalen
Lilla Melodifestivalen – szwedzki konkurs piosenki organizowany w latach 2002–2014, przeznaczony dla dzieci i młodzieży w wieku od 8 do 15 lat organizowany przez szwedzkiego nadawcę publicznego Sveriges Television (SVT). Konkurs jest bazowany na Melodifestivalen.

## Historia
W latach 2003–2005 program wybierał reprezentanta Szwecji na Konkurs Piosenki Eurowizji Junior. Wszyscy dawniej biorący udział nadawcy skandynawscy podjęli decyzję o wycofaniu się z Konkursu Piosenki Eurowizji Junior 2006, ponieważ wywierał on zbyt dużą presję na uczestniczące dzieci, oraz zdecydowali się wtedy przywrócić lokalny konkurs MGP Nordic, gdzie występowali reprezentanci czterech krajów nordyckich. Konkurs odbywał się ponownie w latach 2006–2009, wybierając reprezentanta na MGP Nordic, jednak gdy format wycofano w 2010 roku, Lilla Melodifestivalen również nie był organizowany. Program ponownie odbył się w 2012 roku wraz z powrotem szwedzkiej telewizji publicznej na Konkurs Piosenki Eurowizji dla Dzieci, w celu wyboru reprezentanta kraju na ten konkurs. Kandydowała wówczas m.in. Lisa Ajax. Konkurs odbywał się jeszcze przez dwa lata. 29 czerwca 2015 szwedzki nadawca ogłosił, że wycofuje się z udziału w konkursie Eurowizji dla Dzieci, aby skupić się na lokalnych projektach oraz organizacji 61. Konkursu Piosenki Eurowizji, po czym nie odbył się również Lilla Melodifestivalen.
W 2024 roku SVT ogłosiła organizację programu HelloMello, który ma na celu wyłanianie młodych talentów w wieku od 13 do 15 lat, uznawanego za kontynuację Lilla Melodifestivalen.

## Zwycięzcy
| Rok  | Wykonawca                  | Piosenka                    |
| ---- | -------------------------- | --------------------------- |
| 2002 | Sofie Larsson              | „Superduperkillen”          |
| 2003 | The Honeypies              | „Stoppa mig!”               |
| 2004 | Limelights                 | „Varför jag?”               |
| 2005 | M+                         | „Gränslös kärlek”           |
| 2006 | Benjamin Wahlgren Ingrosso | „Hej, Sofia!”               |
| 2007 | Sk8                        | „Min största första kärlek” |
| 2008 | Linn Eriksson              | „En sång från hjärtat”      |
| 2009 | Ulrik Munther              | „En vanlig dag”             |
| 2012 | Lova Sönnerbo              | „Mitt mod”                  |
| 2013 | Elias Elffors Elfström     | „Det är dit vi ska”         |
| 2014 | Julia Kedhammar            | „Du är inte ensam”          |